# Joseph Hart
Joseph Hubert Hart (ur. 26 września 1931 w Kansas City, Missouri, zm. 23 sierpnia 2023) – amerykański duchowny katolicki, biskup Cheyenne w latach 1978–2001.

## Życiorys
Urodził się w rodzinie Huberta i Kathryn z domu Muser. Jego brat James, był tak jak on kapłanem diecezji Kansas City-St. Joseph. Ukończył seminarium duchowne w St. Meinrad w Indianie. 1 maja 1956 otrzymał święcenia kapłańskie z rąk ówczesnego koadiutora Kansas City bp. Johna Cody'ego. W latach 1964–1969 kanclerz diecezji Kansas City-St. Joseph.
1 lipca 1976 papież Paweł VI mianował go biskupem pomocniczym Cheyenne ze stolicą tytularną Thimida Regia.  Sakry udzielił mu ówczesny zwierzchnik diecezji bp Hubert Michael Newell. Pełnił jednocześnie funkcję wikariusza generalnego diecezji.
25 kwietnia 1978 został ordynariuszem Cheyenne. Na emeryturę przeszedł 26 września 2001. Będąc na emeryturze był oskarżany o molestowanie nieletnich w latach 70. ale za każdym razem oczyszczano go z zarzutów. W roku 2008 diecezja Kansas City-St. Joseph wypłaciła 10 mln dolarów odszkodowania 47 ofiarom 12 księży z tej diecezji (wśród nich wymieniany był bp Hart). Bp Hart nie przyznał się do stawianych mu zarzutów.